# 五家子城址
五家子城址，位于中国吉林省公主岭市八屋镇五家子村，为一个全国重点文物保护单位，该文物保护单位由公主岭市文管所管理。2007年5月31日，公布为第六批吉林省文物保护单位，类型为古城址。2013年，中国国务院公布为第七批全国重点文物保护单位（古遗址）。
五家子城址的历史年代为辽、金。